# Russell Peters
Russell Dominic Peters (sinh ngày 29 thánh 9 năm 1970) là một nhà hài kịch người Canada gốc Ấn Độ và đồng thời là một diễn viên. Anh bắt đầu trình diễn tại Toronto vào năm 1989 và đã giành giải Gemini Award vào năm 2008.

## Đời sống
Russell Peters sinh ra tại Toronto, Ontario là con trai của Eric và Maureen Peters, từ năm lên bốn tuổi, anh lớn lên tạiBrampton, Ontario. Gia đình anh đều là người có gốc Anh - Ấn Độ. Cha anh sinh ra và lớn lên tại Bombay, Ấn Độ, và là một thanh tra thực phẩm liên bang. Ban đầu, Peters được định hướng học tại trường trung họcChinguacousy từ lớp 9– lớp 10, và trường trung học North Peel ở Bramalea, từ lớp 11– lớp 12. Ở trường, anh thường bị bặt nạt vì chủng tộc của mình, và anh bắt đầu tập luyện môn quyền anh, nhờ đó đã giúp anh không bị bắt nạt. Peters cũng đã tham gia vào các hoạt động liên quan đến văn hóa hip hop "junkie" khi còn nhỏ, và vào những năm 1990, anh bắt đầu có mối quan hệ tốt với DJ ở Toronto.

## Sự nghiệp
Peters bắt đầu diễn ở Toronto vào năm 1989. Danh tiếng của anh lan rộng ra vài quốc gia khác, và anh nhanh chóng thực hiện các show diễn của mình tại Vương Quốc Anh, Hoa Kỳ, Úc, New Zealand, Ireland, Afghanistan, Thụy Điển, Nam Phi, Ấn Độ, vùng Caribe, Philippines, Việt Nam, Trung Quốc đại lục, Hồng Kông, Sri Lanka, Singapore, UAE, Bahrain, Jordan, Na Uy, Liban, Oman, và Malaysia, cùng một vài nơi khác.
các buổi trình diễn của Peters thuộc về một kênh TV hài của Canada mang tên Comedy Now!, năm 2004, đã được đăng, phánh hành trên YouTube và trở nên nổi tiếng đánh dấu một mốc quan trọng trong sự nghiệp của anh. Các đoạn video ban đầu chỉ tải lên các buổi biểu diễn của anh trong 45 phút, sau đó được tải lên bởi các người dùng YouTube khác, các video được cắt thành từng nhóm chia theo văn hóa, nội dung mà anh biểu diễn. Theo Peters, những đoạn video đó đã được đón nhận bởi họ, thực hiện theo cách của họ với những quy định của từng nhóm văn hóa khác nhau.

### Phát hành
Album đầu tay của anh mang tên Outsourced phát hành bởi Comedy Central vàp ngày 26 tháng 8 năm 2006. Phiên bản DVD không bị cắt bỏ các nội dung tục tĩu. Bộ DVD đã trở nên nổi tiếng, đặc biệt ở Canada và đã bán được hơn 100,000 bản. Outsourced đã đứng đầu bảng xếp hạng DVD toàn Canada trong suốt nửa năm đó. Peters sau đó tiếp tục phát hành bội DVD/CD combo, Red, White and Brown, ở Canada ngày 30 tháng 9 năm 2008 và tại Mỹ ngày 27 tháng 1 năm 2009. Toàn bộ album được tái trình diễn trực tiếp vào ngày 2 tháng 2 năm 2008, tại rạp WAMU, Madison Square Garden. Peters và anh trai kiêm người quả lý Clayton Peters đã giới thiệu với công chúng Red, White and Brown. Tháng 5 năm 2011, Peters phát hành vé buổi biểu diễn The Green Card Tour: Live from the O2 Arena, trực tiếp trên sâu khấu với hơn 30,000 chỗ ngồi trong 2 đêm tại O2 Arena, London, Anh. được đạo diễn bởi Dave Higby.
Ngày 26 tháng 10 năm 2010, Peters phát hành cuốn tự truyện Call Me Russell, đồng tác giả cùng anh trai Clayton và Dannis Koromilas.

### Doanh Thu
Theo Forbes, Peters đã thu về hơn $15 triệu Dollars từ tháng 6 năm 2009 đến tháng 6 năm 2010. Trở thành một trong những nhà hài kịch có thu nhập cao nhất thế giới cộng thêm $5 triệu Dollars doanh thu mỗi năm. Anh đứng thứ 7 trong top các nhà hài kịch có doanh thu cao nhất của Forbes.

## Phong cách Diễn
Russell Peters thường trực tiếp đứng trên sân khấu và diễn theo thể loại observational comedy bằng cách tận dụng năng khiếu hài hước làm nổi bật các chủ đề như phân biệt chủng tộc, dân tộc, đẳng cấp xã hội và phân loại văn hóa. Anh thường đề cập đến kinh nghiệm sống của mình lớn lên trong một gia đình Ấn Độ và thường giả giọng các dân tộc khác nhau khi nói tiếng Anh.." Peters sử dụng địa vị là một dân tộc thiểu số ở Canada để tạo tiếng cười qua văn hóa các chủng tộc. Theo trả lời phóng vấn của The National, Peters không hề muốn phân biệt hay kỳ thị bất kỳ một dân tộc nào mà anh muốn đem họ lại gần thế giới hơn bằng tiếng cười.
Peters được đặc biệt nhớ tới với câu nói giả giọng cha mình mỗi lần dọa đánh anh thời niên thiếu: "Somebody gonna get a hurt real bad". Anh cũng đồng thời thường hay tấu hài về khoảng thời gian thơ ấu của mình với người cha mang đậm nét văn hóa Ấn Độ. Câu nói "Be a man!" của một người Trung Quốc khi muốn anh trả thêm tiền khi mua túi cũng được Peters nhại lại nhiều lần.

## Đời tư
Peters gặp bạn gái Monica Diaz vào ngày 10 tháng 7 năm 2010, tại sân bay Los Angeles International Airport. Anh thông báo điều này thông qua Twitter cá nhân.
Peters sống tại Los Angeles và sở hữu 2 ngôi nhà tại đó. Anh cũng sở hữu 1 căn nhà tại thung lũng Las Vegas, Nevada và tại Vaughan, Ontario.

## Ấn phẩm
- Outsourced (2006)
- Red, White and Brown (2008)
- The Green Card Tour: Live from the O2 Arena (2011)

## Truyền hình
Peters xuất hiện trong nhiều phim, năm 2011 trong một bộ phim mang tên Breakaway, đóng cặp cùng với Camilla Belle, Anupam Kher, và Vinay Virmani. Anh cũng xuất hiện trong Senior Skip Day với Larry Miller, Tara Reid, và Gary Lundy. Ngoài ra, anh còn xuất hiện trong nhiều bộ phim vào khác như Boozecan năm 1994, Tiger Claws III năm 2000 trong vai thám tử Elliott, My Baby's Daddy năm 2004, Quarter Life Crisis trong vai Dilip Kumar năm 2006, The Take trong vai Sharma năm 2008, và nhiều bộ phim khác.
Peters trình diễn chương trình giáng sinh đặc biệt, A Russell Peters Christmas, tổ chức tại Canada ngày 1 tháng 12 năm 2011. Các khác mời bao gồm Michael Bublé, Pamela Anderson, và Jon Lovitz.
Anh cũng tham gia diễn xuất trong bộ phim của Duncan Jones mang tên Source Code trong vai Max.

## Điện ảnh
- Boozecan – Snake's Friend (1994)
- Tiger Claws III – Det. Elliot (2000)
- My Baby's Daddy – Obstetrician (2004)
- Quarter Life Crisis – Dilip Kumar (2006)
- Let's All Hate Toronto – Himself (2007)
- Heckler – Himself (2007)
- The Take – Dr. Sharma (2008)
- Senior Skip Day – Uncle Todd (2008)
- The Con Artist – Pogue (2010)
- Bobby Khan's Ticket to Hollywood – Jack the Store Manager (2011)
- Source Code – Max Denoff (2011)
- The Legend of Awesomest Maximus – Pervius (2011)
- Breakaway – Sonu (2011)
- New Year's Eve – Chef Sunil (2011)
- Girl in Progress – Emile (2012)
- Ribbit – Deepak (2012)
- The History of Canadian Humour – Himself (2012)

## Television
- Comedy Now! ("Show Me the Funny") (1997)
- The Jack Docherty Show (ngày 28 tháng 1 năm 1999)
- The 4th Annual Canadian Comedy Awards (2003)
- Comedy Now! (2004)
- The 5th Annual Canadian Comedy Awards (2004: Nominee for Male Stand-up)
- Royal Canadian Air Farce (ngày 7 tháng 1 năm 2005)
- Just for Laughs (ngày 11 tháng 9 năm 2005)
- CBC Winnipeg Comedy Festival (ngày 15 tháng 4 năm 2006: Host)
- Comics Unleashed (Episode #1.6) (2006)
- Video on Trial (Episode #3.3) (2007)
- Pulse: The Desi Beat (Episode #1.9) (2007)
- Just for Laughs (Best of 2007: The 25th Edition) (2008)
- 2008 Juno Awards (2008: Host)
- Def Comedy Jam (Episode #8.4) (2008)
- The Tonight Show with Jay Leno (Episode #16.33) (2008)
- Comics Without Borders (2008: Host)
- The Hour (ngày 18 tháng 9 năm 2008)
- The 9th Annual Canadian Comedy Awards (2008: Winner for Best Large Venue Stand-up)
- The Late Late Show with Craig Ferguson (Episode #5.96) (2009)
- 2009 Juno Awards (2009: Host)
- Russell Peters Presents (2009: Host)
- The 10th Annual Canadian Comedy Awards (2009)
- Cedric the Entertainer's Urban Circus (2010)
- The Hour (Episode #7.26) (2010)
- The Dating Guy (ngày 28 tháng 11 năm 2010)
- 42nd NAACP Image Awards (2011)
- Lopez Tonight (26 May and ngày 11 tháng 8 năm 2011)
- A Day in the Life (ngày 24 tháng 8 năm 2011)
- The Green Room with Paul Provenza (Episode #2.7 & #2.8) (2011)
- George Stroumboulopoulos Tonight (Episode #8.9 & #8.23) (2011)
- 26th Annual Gemini Awards (2011)
- The Marilyn Denis Show (Episode #1.99 & #2.51) (2011)
- 8 out of 10 Cats (Episode #12.9) (2011)
- A Russell Peters Christmas (2011: Host)
- George Stroumboulopoulos Tonight (Episode #8.102) (2012)
- Bob's Burgers (Episode #2.7: "Moody Foodie") (2012)
- The Burn with Jeff Ross (Episode #1.2) (2012)
- Mr. D (Episode #2.1) (2013)

## Sách
- Call Me Russell (2010, Random House Digital, Inc.) – ISBN 0-385-66965-8